# Leordeni (okręg Marusza)
Leordeni (węg. Lőrincfalva) – wieś w Rumunii, w okręgu Marusza, w gminie Gheorghe Doja. W 2011 roku liczyła 396 mieszkańców.